# Laia Gràcia i Mont
Laia Gràcia i Mont és una geòloga catalana especialitzada en geociències marines. És doctora en Geologia per la Universitat de Barcelona i Investigadora Científica de l'Institut de Ciències del Mar de Barcelona (CSIC). També ha treballat en paleosismologia marina, marges continentals i dorsals oceàniques.
Ha participat en més d'una vintena de campanyes marines al Pacífic, Atlàntic i Antàrtic així com al Mar Mediterrani i ha estat cap de campanya en diverses ocasions. També ha estat i és Investigadora Principal de nombrosos projectes de recerca nacionals, europeus i internacionals.
L'any 2018 la Universitat de la Bretanya Occidental (UBO) la va nomenar Doctora Honoris Causa.